# 마리오 카트 어드밴스
《마리오 카트 슈퍼서킷》(일본어: マリオカートアドバンス) 또는 마리오 카트 슈퍼 서킷(Mario Kart Super Circuit)은 닌텐도의 자동차 경주 게임으로, 2001년 일본에서 먼저 발매되었고, 그 뒤에 미국, 유럽 연합, 오스트레일리아에서 차례로 발매되었다. 이 게임에서는 슈퍼 마리오 카트의 코스가 재등장한다.

## 등장 인물

### 경량급
- 피치
- 요시
- 키노피오

### 중량급
- 마리오
- 루이지

### 무제한급
- 쿠파
- 와리오
- 동키콩

## 평가
| 통합 점수   | 통합 점수 |
| 통합사      | 점수      |
| ----------- | --------- |
| 게임랭킹스  | 91.54%    |
| 메타크리틱  | 93 / 100  |
| 평론 점수   |           |
| 평론사      | 점수      |
| EGM         | 8.5 / 10  |
| 유로게이머  | 9 / 10    |
| 패미츠      | 34 / 40   |
| 게임 인포머 | 9.5 / 10  |
| 게임프로    | 5 / 5     |
| 게임스팟    | 8.2 / 10  |
| 게임스파이  | 96 / 100  |
| IGN         | 9.5 / 10  |
| 닌텐도 파워 | 4.5 / 5   |

| 수상   | 수상                      |
| 평론사 | 수상                      |
| ------ | ------------------------- |
|        | IGN Editors' Choice Award |

## 같이 보기
- 마리오 시리즈의 연도별 목록